# Thalassapleoviridae

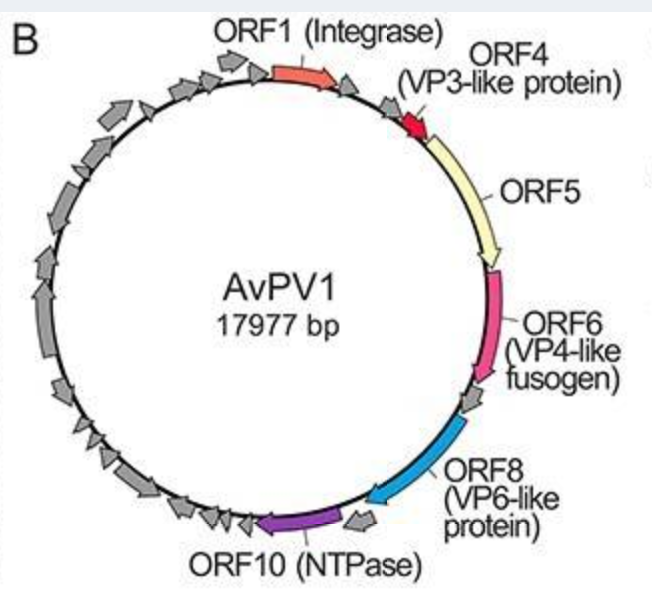
Genomkarte von AvPV1 (Avenivirus atlanticense)

Thalassapleoviridae ist eine im März 2025 als Familie eingerichtete Gruppe von hyperthermophilen marinen Archaeenviren mit pleomorphen Viruspartikeln (Virionen).
Die Familie ist monotypisch in der Ordnung Ageovirales, und diese wiederum monotypisch in der Klasse Caminiviricetes, der einzigen im Phylum Calorviricota, dem Schwesterphylum der Saleviricota mit den halophilen Pleolipoviridae.
Die Wirte der Thalassapleoviridae sind thermophile Archaeen der Familie Archaeoglobaceae.

## Beschreibung
Die Thalassapleoviridae sind Viren, die hyperthermophile marine Archaeen infizieren. Sie sind entfernt mit den Pleolipoviridae verwandt, und in einem eigenen Phylum innerhalb des gemeinsamen Reiches Trapavirae aufgenommen.
Eine phylogenetische Analyse des gesamten Genombestands, sowie eine Maximum-Likelihood-Analyse des für die Viren des Reichs Trapavirae charakteristischen Membranfusionsproteins hatten gezeigt, dass in die Familie aufgenommenen Mitglieder eine monophyletische Gruppe (Klade) bilden, die sich von den haloarchaealen Pleolipoviridae und auch anderen zum damaligen Zeitpunkt (noch) nicht klassifizierten verwandten Viren methanogener Archaeen unterscheidet.

## Systematik
Familie Thalassapleoviridae
- Gattung Aprofuvirus
  - Spezies Aprofuvirus guaymasense
    - Archaeoglobus profundus pleomorphic [pro]virus 1 (APPV1;[6] BK065154)

– Wirt: Archaeoglobus[_C] profundus DSM 5631[7]
– Fundort (Virus & Wirt): Hydrothermale Tiefsee-Schlote im Guaymas-Becken, Golf von Kalifornien, Mexiko.
- Gattung Avenivirus
  - Spezies Avenivirus atlanticense
    - Archaeoglobus veneficus pleomorphic virus 1 (AVPV1[6]; BK065155)

– Wirt: Archaeoglobus[_B] veneficus SNP6
– Fundort: (Virus & Wirt): Snake Pit (SN) Hydrothermalfeld, Mittelatlantischer Rücken

- Gattung Geogavirus
  - Spezies Geogavirus atlanticense
    - Geoglobus acetivorans pleomorphic virus 1 (GacPV1; BK065156)

– Wirt: Geoglobus acetivorans SBH6[8]
– Fundort (Wirt & Virus): Marine hydrothermale Sediment, Xiamen, China.
  - Spezies Geogavirus guaymasense
    - Geoglobus ahangari pleomorphic virus 1 (GahPV1; BK065157)

– Wirt: Geoglobus ahangari 234
– Fundort (Wirt & Virus): Marine Hydrothermalquellen im Guaymas-Becken, Golf von Kalifornien, Mexiko
  - Spezies Geogavirus pacificense
    - Thalassapleovirus 2 alias Pleomorphic virus ThalV2 (ThalV2; BK065158)

– Wirt: Archaeoglobus sp. JdFR-37[9] syn. JdFR-37 sp002010215[10]
– Fundort (Wirt & Virus): Fluide aus der basaltische Kruste, Juan-de-Fuca-Rücken (JdFR), Pazifik

## Etymologie
Der Name der Familie Thalassapleoviridae kommt von der Meeresgöttin Thalassa der griechischen Mythologie und verweist auf die Fundorte dieser Viren, der Mittelteil ‚-pleo‘ verweist auf die Pleomorphie (Vielgestaltigkeit/Formveränderlichkeit) der Viruspartikel und die Verwandtschaft zur Familie Pleolipoviridae; der Suffix ‚-viridae‘ kennzeichnet Virusfamilien.
Der Name der Ordnung Ageovirales ist ein Kofferwort aus Archaeoglobus und Geoglobus, den beiden Gründungsgattungen der Familie und Ordnung; der Suffix ‚-virales‘ kennzeichnet Virusordnungen.
Der Name der Klasse Caminiviricetes ist abgeleitet von lateinisch camini ‚Schornsteine‘, ‚Schlote‘, was sich auf die schornsteinartigen Hydrothermalquellen (Schlote) der Tiefsee bezieht, in denen die Archaeen der Archaeoglobales und ihre Viren gedeihen; der Suffix ‚-vircetes‘ kennzeichnet Virusklassen.
Der Name des Phylums Calorviricota stammt von lateinisch calor ‚Hitze‘ und verweist damit auf die Umweltbedingungen, unter denen sich diese Viren und ihre Wirte vermehren; der Suffix ‚-viricota‘ kennzeichnet Phyla der Viren.